# Latakija
Latakija (arapski: اللاذقية Al-Ladhiqiyah; grčki: Λαοδικεία, transliterirano kao Laodicea, Laodikeia ili Laodiceia; turski: Lazkiye; francuski: Lattaquié ; latinski: Laodicea ad Mare) je glavni lučki grad u Siriji, te glavno mjesto istoimene pokrajine. Grad ima više od pola milijuna stanovnika.

## Povijest
Ovo mjesto na poluotoku naseljeno je od davnih vremena. Feničani su ovdje imali svoj grad Ramitu, kojeg su stari Grci nazivali Leuke Akte. Ovaj grad je ponovno osnovao Seleuk I. Nikator i nazvao ga Laodicea po svojoj majci. Ovaj grad je bio jedan od gradova sirijskog tetrapolisa. Grad je akvaduktom opremio Herod I. Veliki, te taj akvadukt velikim dijelom još uvijek postoji. Još jedna poznata građevina koja je preživjela do današnjih dana je slavoluk kojeg je dao izgraditi Septimije Sever. Poznato je da je u gradu živio značajan broj Židova u prvom stoljeću, te da je heretik Apolinarije bio biskup grada u četvrtom stoljeću.
Grad je poprilično razoren u potresima 494. i 555. godine, nakon čega su ga 638. godine osvojili Arapi iz muslimanskog kalifata. Bizant je osvojio grad 969. godine, nakon čega su ga osvojili Seldžuci 1084. godine. Nekoliko godina poslije, 1097. godine, križari su osvojili grad i pripojili ga Kneževini Antiohiji. Bizant je opet osvojio grad 1098., a Saladin ga je preuzeo 1188. godine. Latakija je ponovno pala u ruke križara, tj. Grofovije Tripoli 1260. godine, a 1287. osvojio ju je egipatski sultan Kalavun. Od 16. stoljeća pa do Prvog svjetskog rata grad je bio u sastavu Osmanskog Carstva.
Za vrijeme osmanlijske vladavine, na ovo područje se proširio alavitski šijitski islam. U gradu je u to vrijeme živio i znatan broj sunitskih muslimana, te kršćana. Većina veleposjednika bili su Suniti, dok su seljaci bili većinom alaviti. Zajedno s Druzima i alaviti su imali zategnute odnose s osmanlijskim gospodarima.
Nakon što je svrgnuta vlast kralja Fejsala, latakijskom regijom su počeli upravljati Francuzi koji su odobrili stvaranje autonomne Alavitske države (État des Alaouites).
Između 22. rujna 1930. i 1936. godine, Latakija je bila glavni grad Latakijskog sandžaka, koji je bio autonomna država kojom je upravljala Francuska pod mandatom Lige naroda u sklopu Francuskog mandata u Siriji.
Francusko-sirijskim sporazumom 1936. godine, zatraženo je spajanje alavitskih i druzijskih država u jedinstvenu Siriju. Iako [francuski parlament] nikad nije ratificirao ovaj sporazum, on je primjenjivan sve do 1939. godine, kada je francuski visoki izaslanik suspendirao ovaj dogovor i povratio autonomiju alavitskim i druzijskim područjima. Nakon izbora 1943. godine, ova područja su integrirana u Siriju.
1973. godine, tijekom Jomkipurskog rata, na području ispred grada odvila se latakijska pomorska bitka između Sirije i Izraela, u kojoj su Izraelci porazili sirijsku flotu.

## Gospodarstvo
Latakija je glavna luka u Siriji, a u njezinom okružju nalaze se poljoprivredna područja. Glavni izvozni proizvodi su bitumen, asfalt, žitarice, pamuk, voće, jaja, ulje, lončarski proizvodi i duhan. Lokalne industrije su prerada pamuka, ulja, koža i izlov morskih spužvi.
U gradu se nalazi sveučilište od 1971. godine, koje se danas zove Listopadsko sveučilište. Grad je prometno povezan s važnijim gradovima u Siriji i Libanonu.

## Kultura
Nekoliko kilometara sjeverno od grada nalaze se ruševine drevnog feničkog lučkog grada Ugarita. Ovdje su pronađeni tragovi nekih od najstarijih natpisa, a istraživanja pokazuju da povijest grada seže i do 6. tisućljeća pr. Kr. Ovo arheološko nalazište pronađeno je tek 1928. godine.
Latakija je poznata i po istoimenom duhanu koji se nekad proizvodio u Siriji, a danas se većinom proizvodi na Cipru. Ova vrsta duhana posebna je po intenzivnom okusu i mirisu, te je osobiti dodatak mnogim mješavinama za lule.

## Poznate osobe
Poznate osobe iz grada su:
- Hafez al-Asad, bivši predsjednik i premijer Sirije;
- Bašar al-Asad, trenutni predsjednik Sirije;
- Adonis (Ali Ahmad Said), arapski pjesnik;
- Iz ad-Din al-Kasam, jedan od vođa palestniskog pokreta otpora.

## Zbratimljeni gradovi
- Sousse, Tunis

## Vanjske poveznice
- Interaktivna karta Latakije  Arhivirana inačica izvorne stranice od 18. veljače 2008. (Wayback Machine)
- Dvorci i tvrđave u pokrajini Latakiji  Arhivirana inačica izvorne stranice od 27. veljače 2008. (Wayback Machine) (arap.)